# جون بريون
جون بريون (بالإنجليزية: Jon Brion)‏ (و. 1963  م) هو مغني، وملحن، وكاتب أغاني، ومنتج أسطوانات، ومؤلفو موسيقى تصويرية أمريكي.

## وصلات خارجية
- جون بريون على موقع IMDb (الإنجليزية)
- جون بريون على موقع ألو سيني (الفرنسية)
- جون بريون على موقع ميوزك برينز (الإنجليزية)
- جون بريون على موقع رولينغ ستون (الإنجليزية)
- جون بريون على موقع أول موفي (الإنجليزية)
- جون بريون على موقع بوكس أوفيس موجو (الإنجليزية)
- جون بريون على موقع قاعدة بيانات الأفلام السويدية (السويدية)
- جون بريون على موقع أول ميوزيك (الإنجليزية)
- جون بريون على موقع ديسكوغز (الإنجليزية)
- جون بريون على موقع قاعدة بيانات الفيلم (الإنجليزية)